# Friedrich Karl von Bismarck-Bohlen
Friedrich Karl Alexander Theodor Paul Graf von Bismarck-Bohlen (* 7. Juni 1852 in Berlin; † 18. Februar 1901 in Karlsburg, Kreis Greifswald) war Fideikommissbesitzer und Mitglied des Deutschen Reichstags.

## Leben
Friedrich Karl von Bismarck-Bohlen war der Sohn von Friedrich Alexander von Bismarck-Bohlen und der Pauline von Below (1825–1889). Er hatte mehrere Geschwister, war verheiratet mit Helene von Tiele-Winckler und hatte keine Nachfahren. 
Friedrich Karl besuchte das Gymnasium in Frankfurt (Oder) von 1862 bis 1864, das Kadettenkorps von 1864 bis 1870 und die Kriegsakademie. Er war beim Kommando beim Generalstab und machte den Deutsch-Französischen Krieg 1870/71 als Offizier beim Regiment Gardes du Corps mit und erhielt das Eiserne Kreuz. 1879 wurde er Premier-Lieutenant beim Kürassier-Regiment Königin, 1887 Rittmeister beim Dragoner-Regiment 2 und 1894 wurde er als Major verabschiedet. Er trat sodann den Besitz von Gut und Schloss Karlsburg an.
Ab 1898 war er als Vertreter der Deutschkonservativen Partei Mitglied des Deutschen Reichstags für den Wahlkreis Regierungsbezirk Stralsund 2 Greifswald, Grimmen.